# Shinya Chiba
Shinya Chiba (født 3. maj 1983) er en tidligere japansk fodboldspiller.
Han har spillet for flere forskellige klubber i sin karriere, herunder Albirex Niigata.